# Toolamaa
Toolamaa es una villa situada en el municipio de Räpina, en el condado de Põlva, Estonia. Según el censo de 2021, tiene una población de 48 habitantes.
Está ubicada al este del condado, cerca de la frontera con el condado de Võru.